# Astropecten ibericus
Astropecten ibericus är en sjöstjärneart som beskrevs av Perrier 1894. Astropecten ibericus ingår i släktet Astropecten och familjen kamsjöstjärnor. Inga underarter finns listade i Catalogue of Life.